# Caligus hoplognathi
Caligus hoplognathi is een eenoogkreeftjessoort uit de familie van de Caligidae. De wetenschappelijke naam van de soort is voor het eerst geldig gepubliceerd in 1959 door Yamaguti & Yamasu.